# Aeroporti in Svizzera
Questa è la lista degli aeroporti in Svizzera, ordinata per città.

## Aeroporti
| Nome                                   | Città                  | ICAO | IATA          |
| Aeroporto di Ambrì                     | Ambrì / Piotta         | LSPM |               |
| Aeroporto di Basilea-Mulhouse-Friburgo | Basilea / Mulhouse     | LFSB | BSL, EAP, MLH |
| Aeroporto di Berna                     | Berna / Belp           | LSZB | BRN           |
| Campo di volo di Birrfeld              | Birrfeld               | LSZF |               |
| Campo di volo di Friburgo-Ecuvillens   | Ecuvillens             | LSGE |               |
| Aeroporto di Ginevra-Cointrin          | Ginevra                | LSGG | GVA           |
| Aeroporto di Grenchen                  | Grenchen               | LSZG | ZHI           |
| Aeroporto di Les Eplatures             | La Chaux-de-Fonds      | LSGC | ZHV           |
| Aeroporto di Magadino                  | Locarno                | LSZL | ZJI           |
| Aeroporto di Losanna                   | Losanna / Blécherette  | LSGL |               |
| Aeroporto di Lugano-Agno               | Lugano                 | LSZA | LUG           |
| Aeroporto d'Engadina                   | Samedan                | LSZS | SMV           |
| Aeroporto di Sion                      | Sion                   | LSGS | SIR           |
| Aeroporto di Altenrhein                | San Gallo / Altenrhein | LSZR | ACH           |
| Aeroporto di Zurigo                    | Zurigo / Kloten        | LSZH | ZRH           |